# Programa Coraza
El Programa Coraza fue concebido originalmente como un plan de repotenciación de las fuerzas militares españolas debido a la amenaza de la Guerra Fría sobre el continente europeo, y sirvió como un plan de mejoramiento y estandarización del parque de guerra español, que desde el final del régimen franquista adolecía de una creciente falla en el nivel técnico de su Ejército.

## Programas de blindados (1987-1993)
En el año 1987 el Ejército de Tierra de España estaba equipado con 299 carros de combate AMX-30E de diseño francés producidos por Santa Bárbara Sistemas, y 552 carros de combate M47 y M48 Patton de diseño estadounidense. El AMX-30E comenzó su entrada en servicio en el año 1970, mientras que los M47 y M48 Patton fueron recibidos a mediados de la década de 1950. Aunque los M47 y M48 españoles fueron modernizados a M47E y M48E, haciéndolos estar cerca de una equivalencia con el carro de combate M60 Patton, estos fueron considerados anticuados para el Ejército de España.
Con el fin de reemplazar sus carros de combate Patton, en 1984 el gobierno español declaró su intención de producir localmente un nuevo carro de combate, posteriormente conocido como el Lince. Cinco compañías expresaron su interés en la subasta, incluyendo a Krauss-Maffei en asociación con Santa Bárbara Sistemas, GIAT con el que llegó a ser el Leclerc, el carro de combate MK3 italiano, General Dynamics con el M1 Abrams y Vickers con el Valiant. Mientras el M1 Abrams y el Valiant fueron rechazados, la puja continuó hasta el año 1989 cuando el programa fue oficialmente cancelado.
El Gobierno español optó por sustituir los antiguos carros de combate Patton por tanques M60 Patton que estaban siendo retirados de Europa Central en acuerdo con el Tratado de las Fuerzas Armadas Convencionales en Europa. Aunque el Ejército de Tierra en principio estaba preparado para recibir 532 tanques M60 y M60A1, al final sólo fueron aceptados 260 M60A3, de los cuales 244 fueron puestos en servicio activo a partir de 1992. Además, a finales de los años 1980 el Ministerio de Defensa de España aprobó un programa de modernización para 150 carros de combate AMX-30E y un programa de reconstrucción para los 149 vehículos restantes de este tipo, devolviéndolos a su condición original. Sin embargo, ni los M60 ni los AMX-30 modernizados fueron considerados una mejora considerable sobre la flota española de tanques M47 y M48 Patton que había que retirar.
Puesto que la flota de carros de combate existente no cubría las necesidades del Ejército de Tierra, España inició conversaciones con Alemania y Krauss-Maffei sobre la posibilidad de una futura colaboración respecto al siguiente carro de combate principal de España. A este efecto, España envió una delegación militar a Alemania en 1994. A pesar de que los alemanes le ofrecieron para España tanques Leopard 1 excedentes, e incluso equipamiento soviético incorporado al Ejército alemán después de la reunificación de Alemania, el Gobierno español rechazó esas ofertas y continuó negociando para la obtención del más moderno Leopard 2.

## Programa Coraza

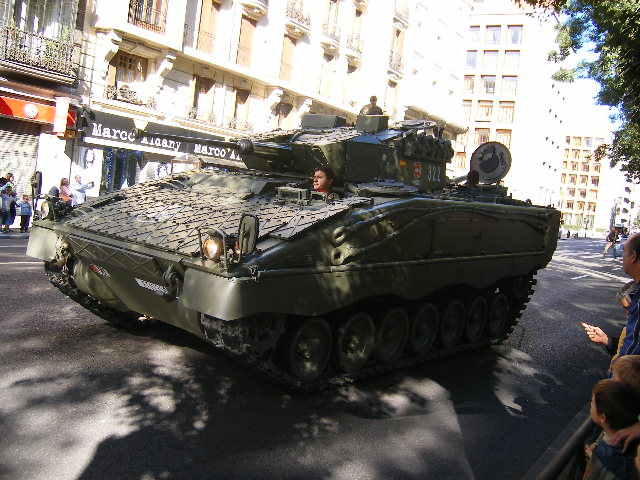
Pizarro del Ejército de Tierra de España en Madrid, 2006.

En marzo de 1994, el Ministerio de Defensa de España creó el Programa Coraza 2000, que se enfocó en la obtención e integración de nuevo armamento para la modernización del Ejército español. El programa incluye el carro de combate Leopardo 2E y el vehículo de combate de infantería avanzado español Pizarro, así como el helicóptero de ataque de diseño europeo Eurocopter Tigre. El alcance del programa también se extendió a la integración de 108 carros de combate Leopard 2A4, que fueron adquiridos a finales de 1995 procedentes del Ejército alemán. Aparte de la obtención de nuevos materiales, el Programa Coraza también significó la preparación logística del Ejército español para la introducción de esos materiales.

### Leopard 2A4

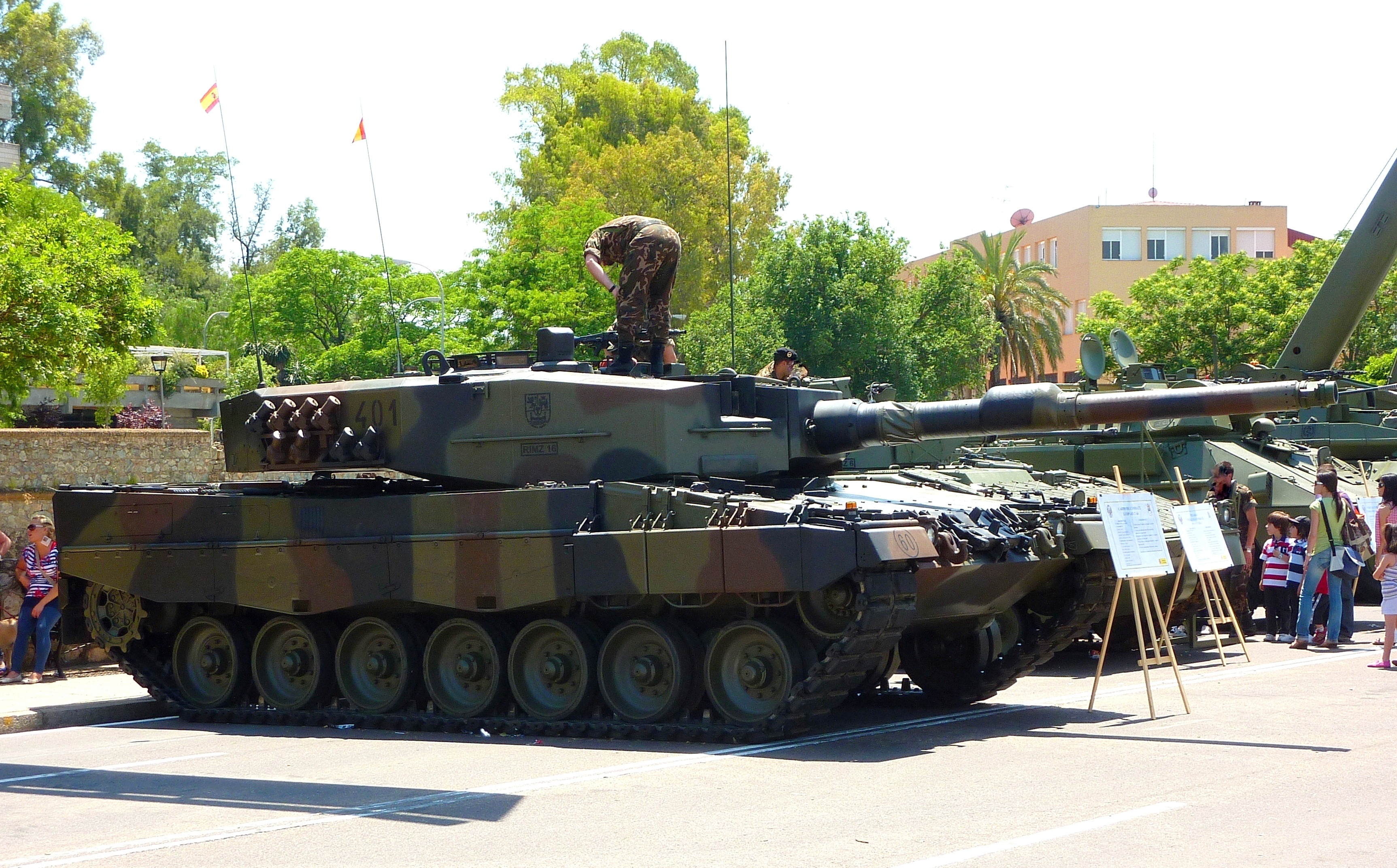
Un Leopard 2A4 español en 2010. España alquiló inicialmente 108 Leopard 2A4 en 1995 a Alemania. El contrato de arrendamiento se prorrogó de 2001 a 2005. Posteriormente, los compró por 15 millones de euros.

El 9 de junio de 1995 fue firmado un memorándum de acuerdo entre el Gobierno de España y el Gobierno de Alemania, preparando los fundamentos para la adquisición de 308 nuevos Leopardo 2E. Estos serían producidos en España por Santa Bárbara Sistemas, con un porcentaje de componentes manufacturados por compañías españolas de entre el 60 % y el 70 %, y la producción tendría lugar entre los años 1998 y 2003. Además, el Gobierno alemán estaba de acuerdo en arrendar al Ejército español 108 carros de combate Leopard 2A4 por un periodo de cinco años para propósitos de entrenamiento. Estos vehículos fueron entregados entre noviembre de 1995 y junio de 1996. En el año 1998, España acordó adquirir los Leopard 2A4 cedidos y reducir la producción de los nuevos Leopardo 2E a 219 vehículos. En 2005 el Gobierno de España declaró que los 108 Leopard 2A4 tuvieron un coste para España de 16,9 millones de euros, que serían pagados en el año 2016.

### Leopardo 2E

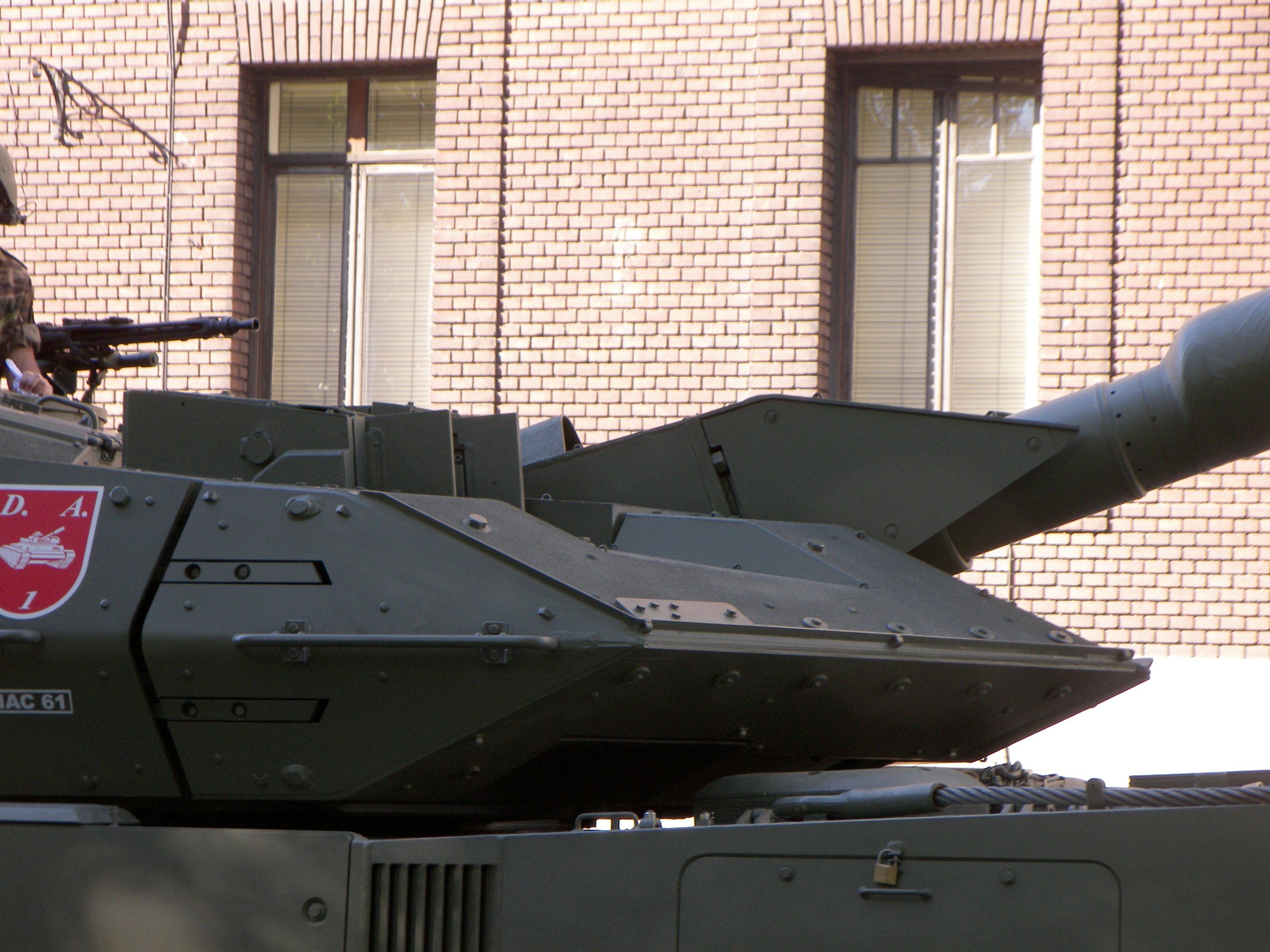
Primer plano del blindaje de la torreta de un Leopard 2E.

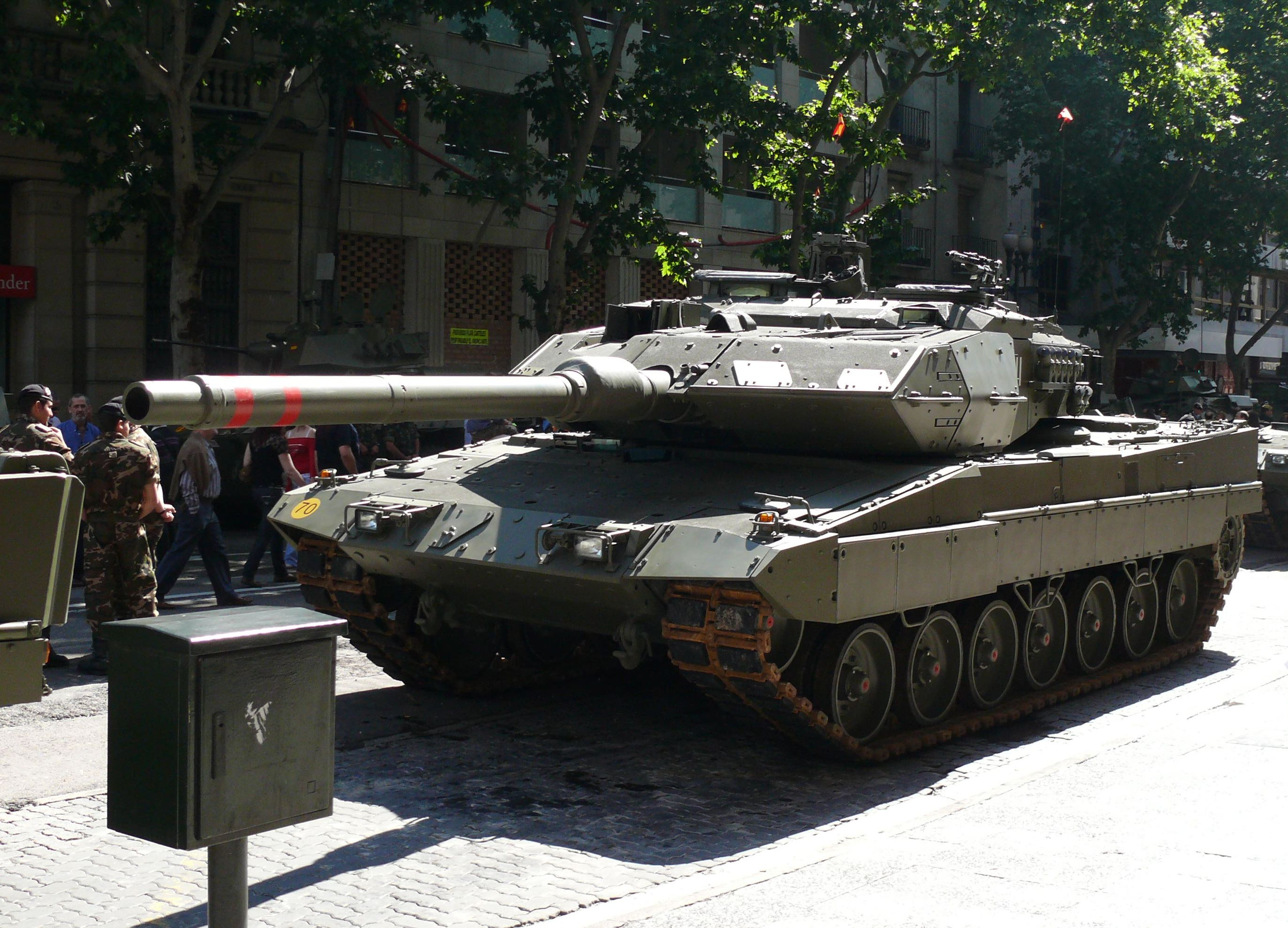
Leopardo 2E del Ejército de Tierra de España en el Día de las Fuerzas Armadas de España de 2008 en Zaragoza.

El Leopardo 2E de España se basa en el Leopard 2A6, incorporando la armadura de cuña adicional del Leopard 2A5 en la torreta. Esta armadura maximiza la profundidad de la armadura por la que debe viajar un penetrador de energía cinética para ingresar al volumen interno de la torreta. Al igual que el Leopardo 2S sueco (Strv 122), el Leopardo 2E también ha aumentado el grosor del blindaje en la placa del glacis del casco, el arco frontal de la torreta y el techo de la torreta, para que el peso del vehículo se acerque a las 63 toneladas (69,4 toneladas cortas). La protección del vehículo también se ve aumentada por el hecho de que el blindaje adicional se integra en el tanque durante el proceso de fabricación, en lugar de agregarlo después del ensamblaje, como es el caso de los Leopard 2A5 y 2A6 alemanes. Como consecuencia, el Leopardo 2E es uno de los Leopard 2 mejor protegidos en servicio.
El tanque está armado con el cañón de tanque L/55 de 120 mm de Rheinmetall, con la capacidad de adoptar un cañón de 140 mm. Tanto el comandante del tanque como el artillero tienen visores térmicos de segunda generación idénticos, derivados de los del sistema de lanzamiento ligero TOW 2B. Estos están integrados en los tanques por Indra y Rheinmetall Defense Electronics Indra también proporciona el sistema de mando y control del tanque, denominado Equipo de Información y Mando Leopardo (LINCE) desarrollado por Amper Programas SA (actualmente Thales Programas). Otras diferencias entre el Leopardo 2E español y otros Leopardo 2A6 incluyen una unidad de potencia auxiliar, fabricado por SAPA, un sistema de climatización y nuevos tacos de goma en las orugas del vehículo, para aumentar su vida útil en el irregular terreno español. Alrededor del 60 % de cada Leopardo 2E se fabricaba en España, frente al 30 % del Leopardo 2S que se fabricaba en Suecia, por ejemplo.

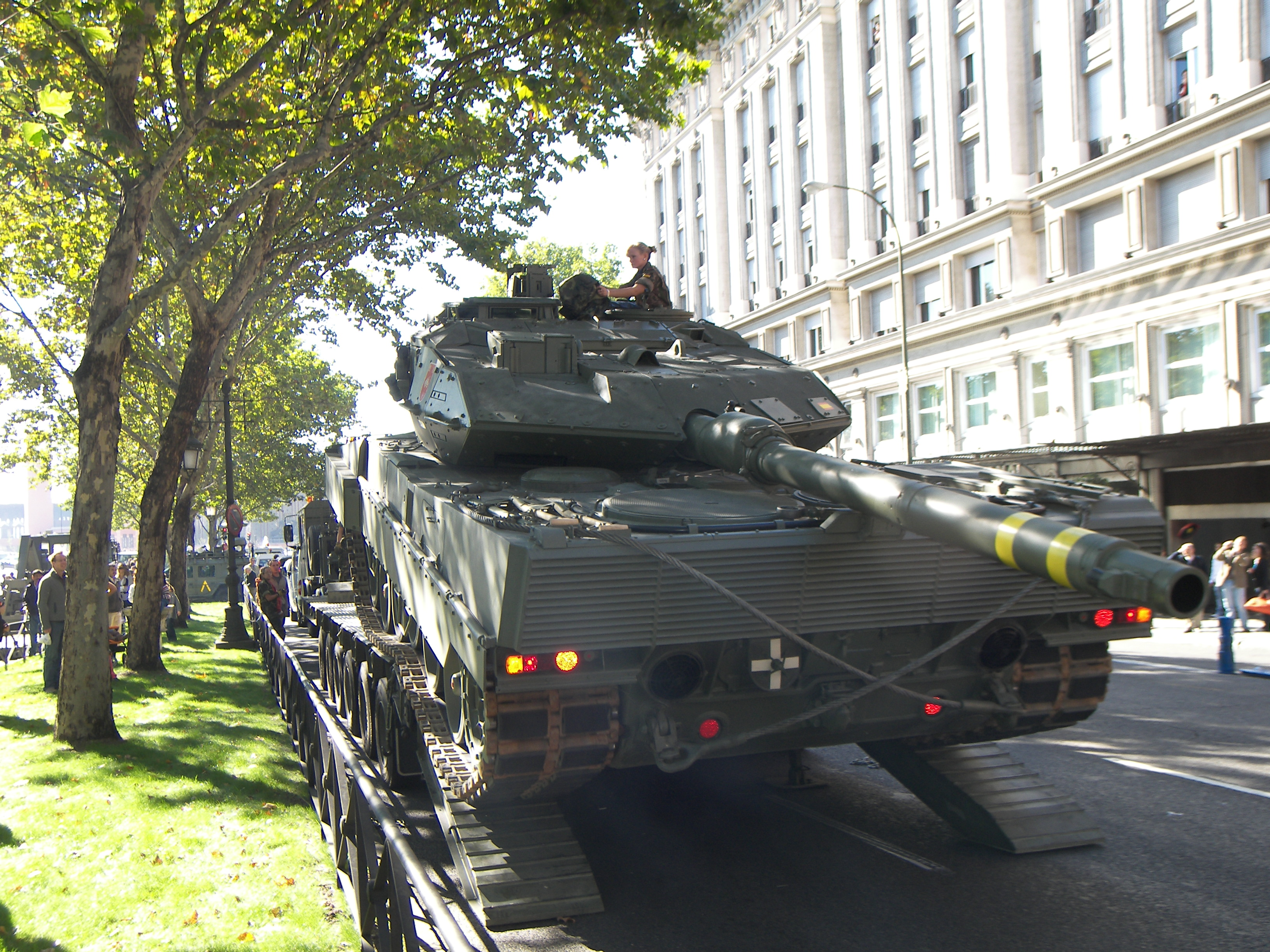
Leopardo 2E subido a un camión de transporte.

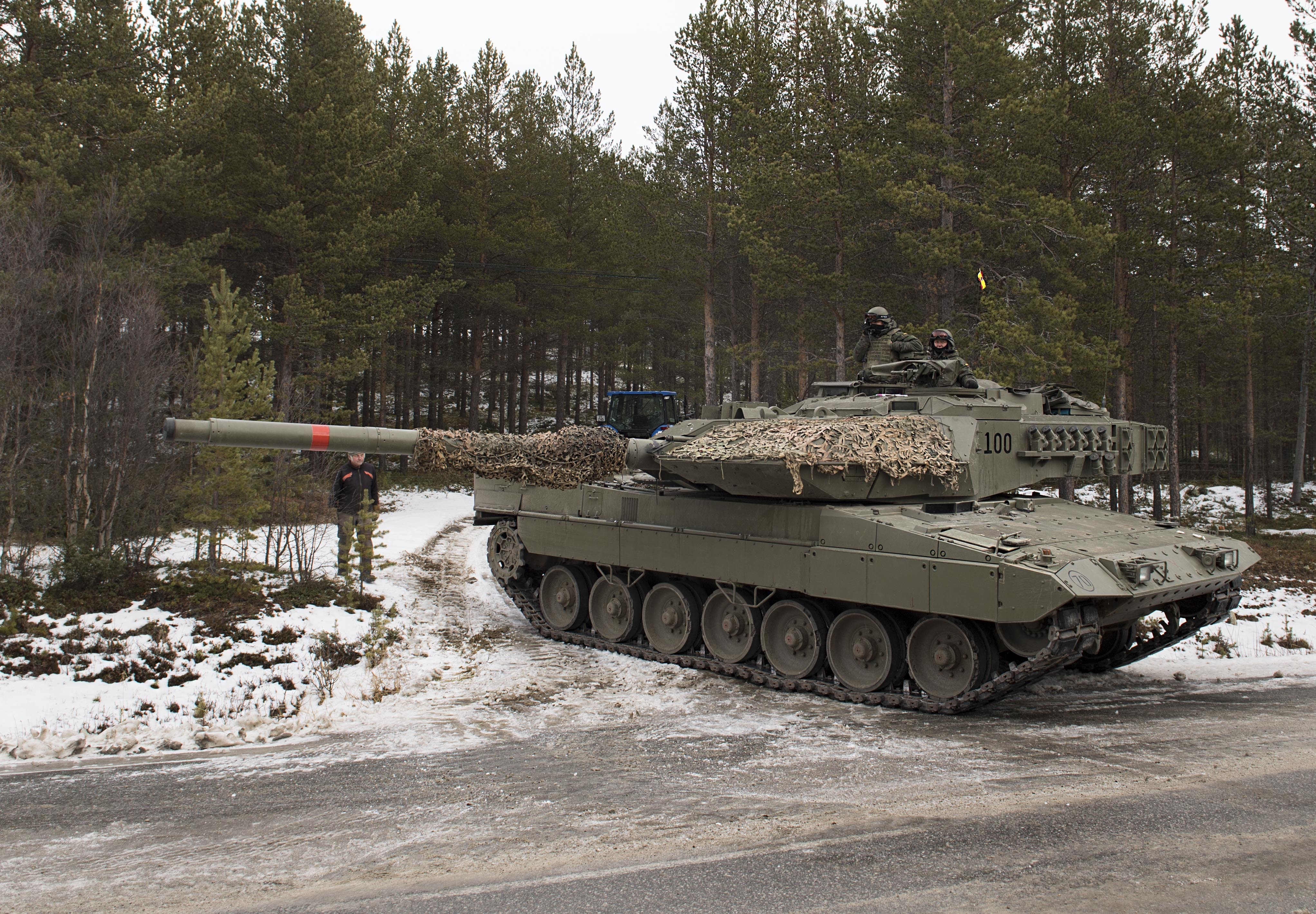
El carro de combate Leopardo 2E] constituye hoy día el tanque de batalla principal del Ejército de Tierra español. España optó por la licencia de fabricación de 219 unidades Leopardo 2E en la década de 1990.

Aunque el contrato final para la producción del Leopardo 2E español se firmó en 1998, a razón de cuatro tanques por mes, 9 los primeros Leopardo 2E no se fabricaron hasta finales de 2003. Esto se debió en gran parte a la fusión de Santa Bárbara Sistemas con General Dynamics —que fabrica el M1 Abrams—. Krauss-Maffei entregó 30 Leopardo 2E entre 2003 y 2006. La producción de Santa Bárbara Sistemas también se retrasó luego de iniciado el montaje; en 2007, por ejemplo, entre enero y noviembre solo se entregaron tres de los 43 Leopardo 2E que se entregarán al ejército español, y 15 más se entregaron antes de fin de año, para compensar los problemas anteriores en la producción. A 1 de julio de 2006, el Ejército de Tierra español había recibido 48 Leopardo 2E y nueve vehículos blindados de recuperación Büffel, lo que suponía solo una cuarta parte del contrato, mientras que la producción estaba originalmente prevista para finalizar en 2007. Como consecuencia, la producción del Leopardo 2E se amplió hasta 2008 El Leopardo 2E reemplazó al Leopardo 2A4 en las unidades mecánicas españolas, que a su vez reemplazó a los M60 Patton en las unidades de caballería. Se espera que ambas versiones del Leopardo 2 permanezcan en servicio en el Ejército de Tierra español hasta 2025. En términos de escala industrial, la producción y desarrollo del Leopardo 2E representa un total de 2,6 millones de horas-hombre de trabajo, incluidas 9.600 en Alemania. También es uno de los Leopard 2 más caros construidos hasta la fecha.

### Comparativa

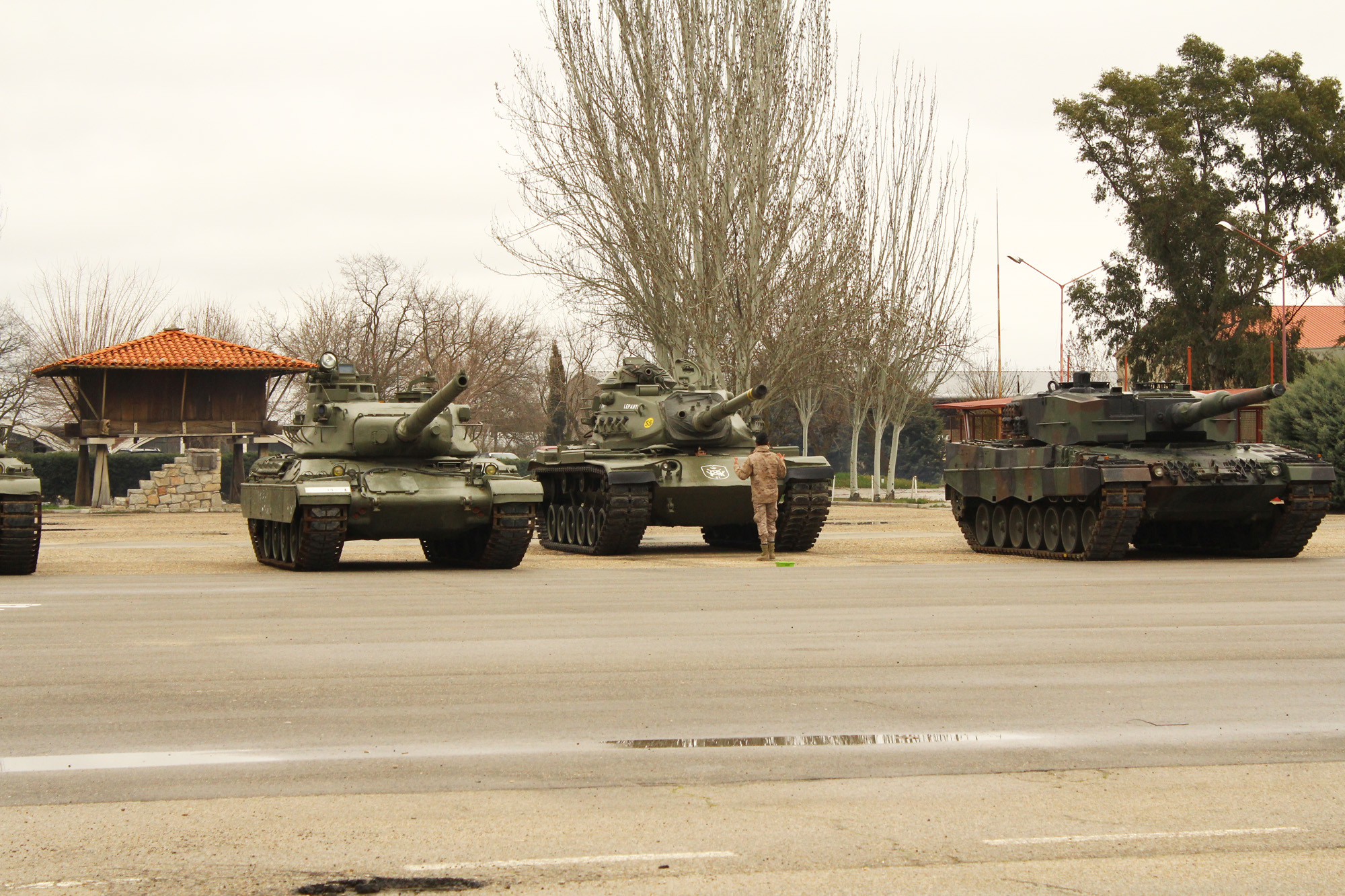
De izquierda a derecha: un tanque AMX-30E, un tanque M60 Patton y un tanque Leopard 2A4 en el Museo de El Goloso.

El ejército español reemplazó sus tanques M60 Patton y AMX-30 con el Leopard 2 entre 1995 y 2008, lo que le representó una considerable mejora con materiales blindados de calidad. Previamente, el ejército español estuvo equipado con carros de combate de la serie M47 y M48, que posteriormente fueron actualizados a los estándares equivalentes del M60 Patton a finales de los 70 e inicios de los 80. Tanto el Leopard 2A4 y el Leopardo 2E portan una motorización mucho más avanzada y un arma más poderosa que los tanques AMX-30EM2 y M60. El motor de 1500 caballos (1119 kW) del Leopard 2 le proporciona a este vehículo mayor velocidad que la de los tanques M60A3 750 caballos (559 kW) y el AMX-30EM2 850 caballos (634 kW). Por otra parte, el Leopardo 2E porta menos, pero más poderosas y letales cargas de disparo que sus similares y que el M60A3. Procura mantener un mayor nivel de protección balística: durante unas pruebas entre un Leopard 2A4 alemán y un T-80 ruso, este sobrevivió a un impacto directo del T-80U a una distancia de 1,2 kilómetros (1 mi). La aparición del T-80 sería el factor definitivo y determinante en la decisión del diseño y de la posterior producción del Leopard 2A5, que dispone de un mayor blindaje en la torreta. La que sigue es una comparación con otros carros de combate en servicio o recientemente retirados en el Ejército Español y también con el proyecto Lince, que nunca fue terminado.
|                         | Leopardo 2E                 | Leopard 2A4                 | M60A3                                          | AMX-30EM2                          | Lince                       |
| ----------------------- | --------------------------- | --------------------------- | ---------------------------------------------- | ---------------------------------- | --------------------------- |
| Peso                    | 62,5 t                      | 55 t                        | 55,6 t                                         | 36 t                               | 49 t                        |
| Cañón                   | L/55 de 120 mm y ánima lisa | L/44 de 120 mm y ánima lisa | Royal Ordnance L7 M68 de 105 mm y ánima rayada | Modèle F1 de 105 mm y ánima rayada | L/44 de 120 mm y ánima lisa |
| Munición                | 42 proyectiles              | 42 proyectiles              | 63 proyectiles                                 | 50 proyectiles                     | 40 proyectiles              |
| Autonomía por carretera | 500 km                      | 500 km                      | 480 km                                         | 400 km                             | 550 km                      |
| Potencia                | 1500 CV (1103 kW)           | 1500 CV (1103 kW)           | 750 CV (559,27 kW)                             | 850 CV (633,84 kW)                 | 1200 CV (882,06 kW)         |
| Velocidad máxima        | 70 km/h                     | 68 km/h                     | 48,28 km/h                                     | 65 km/h                            | 70 km/h                     |